# Hydrografie
Hydrografie (z řeckých slov hydros - voda, graphe - popisovat) je jedna z vědních disciplín fyzické geografie, která se zabývá časoprostorovým rozmístěním vody v krajině. Stojí na pomezí hydrologie a geografie. Z hlediska hydrologie je hydrografie (podobně jako hydrogeografie) její dílčí disciplínou, která se zabývá hydrologickými, morfologickými a morfometrickými charakteristikami vodních útvarů a zákonitostmi jejich rozložení na Zemi.

## Členění
Hydrografie zkoumá vodu ve všech skupenstvích a různých stupních pohybu.
- Limnografie - geografie stojatých vod (jezera, přehrady, rybníky)
- Potamografie - geografie tekoucích vod (řeky, říčky, potoky)
- Oceánografie - geografie moří, oceánů, mořských proudů atd.
- Glaciografie - geografie horských a pevninských ledovců